# Entoniscus porcellanae
Entoniscus porcellanae là một loài chân đều trong họ Entoniscidae. Loài này được Müller miêu tả khoa học năm 1862.